# Чулым (приток Оби)
Чулы́м (чул. Чуйым, Ӧс; южносельк. Чулу́ми кы, хак. Чӧйім, Ӱӱс) — река в России, правый приток Оби, протекает по территории Республики Хакасия, Красноярского края и Томской области.

## Этимология
Название Чулым происходит от хакасского «Чӧйім».

## География

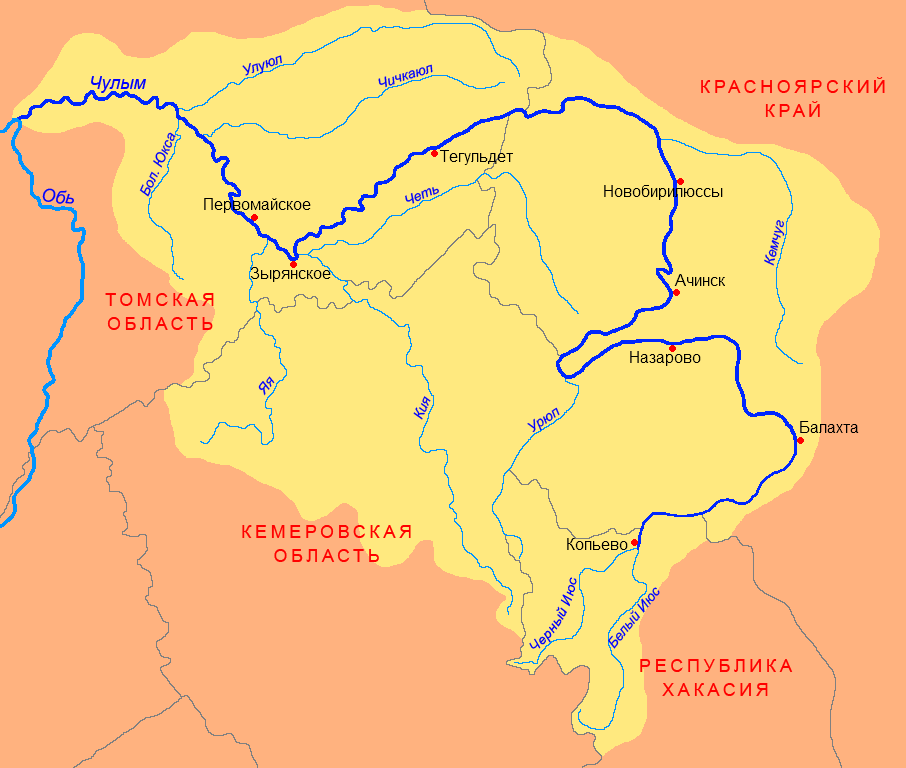
Бассейн Чулыма

Длина — 1799 км, площадь водосборного бассейна — 134 тысячи км².
Образуется слиянием рек Белый и Чёрный Июс на высоте 382 м, берущих начало с Кузнецкого Алатау, в 40 км к югу от Ужура у посёлка Малый Сютик, Хакасия. От истока до города Ачинска имеет горный характер, у посёлка Легостаево (близ села Новосёлово Новосёловского района) расстояние между Чулымом и Енисеем составляет всего 7,5 км.
В течении между городами Ачинском и Назарово огибает хребет Арга. Ниже река протекает по широкой пойме (до 10 км), изобилующей озёрами, старицами и меандрами; русло многорукавное (шириной до 1200 м). Пересекает Чулымскую равнину и впадает в Обь около села Игреково.

## Гидрология
Питание преимущественно снеговое. Половодье с мая по июль. Среднегодовой расход воды — 785 м³/с; наибольший расход в 131 км от устья — 8220 м³/с, наименьший — 108 м³/с. Замерзает в начале ноября; вскрывается в конце апреля — начале мая, весной часты заторы льда. Средний расход наносов — 68 кг/с, годовой объём стока наносов — 2100 тыс. т.

## Хозяйственное использование
В среднем и нижнем течении проживают чулымцы — небольшой тюркский этнос.
На реке находятся населённые пункты: Копьёво, Балахта, Боготол, Назарово, Ачинск, Новобирилюссы, Тегульдет, Зырянское, Асино, Первомайское.
Судоходна от Ачинска на 1173 км до устья; извилистость и перекаты затрудняют судоходство.
Система водного объекта: Обь → Карское море.

## Притоки
(расстояние от устья)

(указана длина притоков >50 км)
- 19 км: протока Курмарига (Кривой Сток)
- 36 км: Старица Колоберга
- 43 км: Пуданга (53 км)
- 55 км: протока Хар
- 74 км: Хар (Лейдега)
- 80 км: Старомудринская протока
  - 13 км: Суйга
- 84 км: Большая Чугойга
- 99 км: Тузейга
- 101 км: Ламеевка
- 108 км: Юрмет
- 118 км: Крыскульская Старица
- 131 км: Лай (52 км)
- 150 км: Сайга (57 км)
- 160 км: Анга
- 172 км: Захаркина
- 172 км: Улуюл (411 км)
- 177 км: протока без названия
- 180 км: Большая Юкса (177 км)
- 186 км: Десятка
- 209 км: Чичкаюл (450 км)
- 211 км: Малая Юкса (82 км)
- 221 км: протока Магалинка
- 236 км: Курья
- 247 км: Балагачевка (пр)
- 247 км: Тазырбак (пр)
- 255 км: Кужербак (65 км)
- 276 км: Чугундат
- 294 км: Алтарык
- 314 км: протока Красная Курья
  - 14 км: Итатка (64 км)
- 317 км: Куендат (80 км)
- 339 км: Яя (380 км)
- 366 км: Берла
- 376 км: Кия (548 км)
- 427 км: Арбагач
- 452 км: Заречная
- 466 км: Туйла
- 468 км: Муны
- 491 км: Кыцы (53 км)
- 529 км: без названия
- 535 км: без названия
- 559 км: Нижний Китат
- 560 км: Верхний Китат
- 574 км: Чул
- 584 км: без названия
- 599 км: Культепка
- 620 км: Келик
- 637 км: Остенка
- 645 км: Ашурга
- 648 км: Арбатур
- 652 км: Кулемет
- 671 км: Чичкаюс
- 679 км: Кривая Лука
- 689 км: Дудят (Журжуй)
- 710 км: Чулка
- 725 км: Айндат

Томская область/Красноярский край
- 753 км: Стельмаковская старица
  - 6 км: Чиндат (126 км)
- 778 км: Чичкис
- 801 км: Костинка
- 816 км: Кильчековская
- 820 км: река без названия
- 822 км: протока Адымат
- 838 км: Капидетская
- 846 км: Кальчевская
- 862 км: Ладог
- 868 км: Мелецкая
- 876 км: Чишколь
- 886 км: Хазин
- 901 км: Идет (56 км)
- 905 км: старица Агапка
- 911 км: река без названия
- 938 км: Кемчуг (441 км)
- 949 км: Тунуй
- 985 км: Тюхтет (56 км)
- 1001 км: река без названия
- 1002 км: Кочетат
- 1013 км: Малая Камчала
- 1025 км: Камчала
- 1034 км: Ишимка
- 1036 км: Кумырка
- 1045 км: Кумырка
- 1060 км: Большой Улуй (160 км)
- 1079 км: Средне-Сучковка
- 1088 км: Околь
- 1110 км: Улуй (65 км)
- 1120 км: Кирюшка
- 1121 км: Салырка
- 1121 км: Салырь
- 1130 км: Тептятка
- 1131 км: Мазулька
- 1133 км: без названия
- 1161 км: без названия
- 1211 км: Битятка
- 1239 км: Косуль
- 1247 км: Итатка (50 км)
- 1256 км: Тутюл
- 1261 км: Кубитет
- 1264 км: Березовка
- 1266 км: Урюп (223 км)
- 1273 км: Берёзовка (54 км)
- 1341 км: Алтатка
- 1341 км: Ельник
- 1360 км: Брюхановка
- 1380 км: Ададым
- 1412 км: Барабановка
- 1417 км: Сереж (232 км)
- 1442 км: Карачаговка
- 1458 км: Чимжуль
- 1465 км: Балахтон
- 1471 км: Большой Едик
- 1487 км: Аммала
- 1491 км: Тойлок
- 1500 км: Мостовая
- 1504 км: Барсук
- 1508 км: Борсук
- 1510 км: Агата (58 км)
- 1519 км: Таможенка
- 1521 км: Берёзовая
- 1528 км: Берёзовая
- 1535 км: Кызылка
- 1543 км: без названия
- 1548 км: Тойлук
- 1554 км: без названия
- 1562 км: Сыр
- 1574 км: без названия
- 1586 км: Сыр
- 1606 км: Балахта
- 1620 км: Жура (75 км)
- 1623 км: Тумна
- 1643 км: Беспрозванный
- 1704 км: Кызынджуль
- 1713 км: Чернавка
- 1718 км: Кузурба (65 км)

Красноярский край/Хакасия
- 1731 км: Танга
- 1751 км: протока Пашпанак
- 1789 км: Шалаболка
- 1799 км: Белый Июс (224 км)
- 1799 км: Чёрный Июс (178 км)

## Данные водного реестра
По данным государственного водного реестра России относится к Верхнеобскому бассейновому округу, водохозяйственный участок реки — Чулым от водомерного поста в селе Зырянском и до устья, речной подбассейн реки — Чулым. Речной бассейн реки — (Верхняя) Обь до впадения Иртыша.

## Галерея

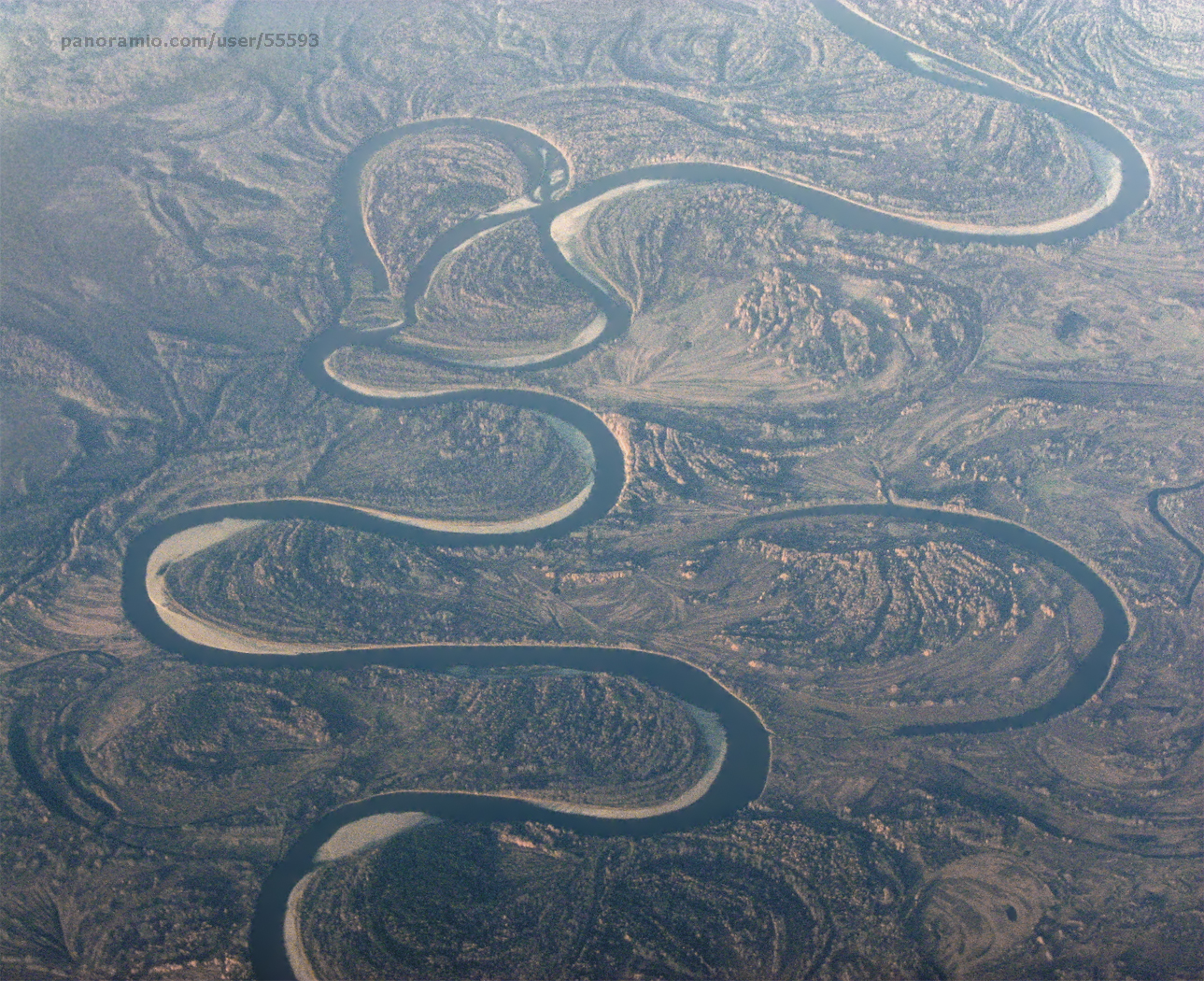
Меандры Чулыма в 25 км к юго-западу от села Тегульдет на востоке Томской области.
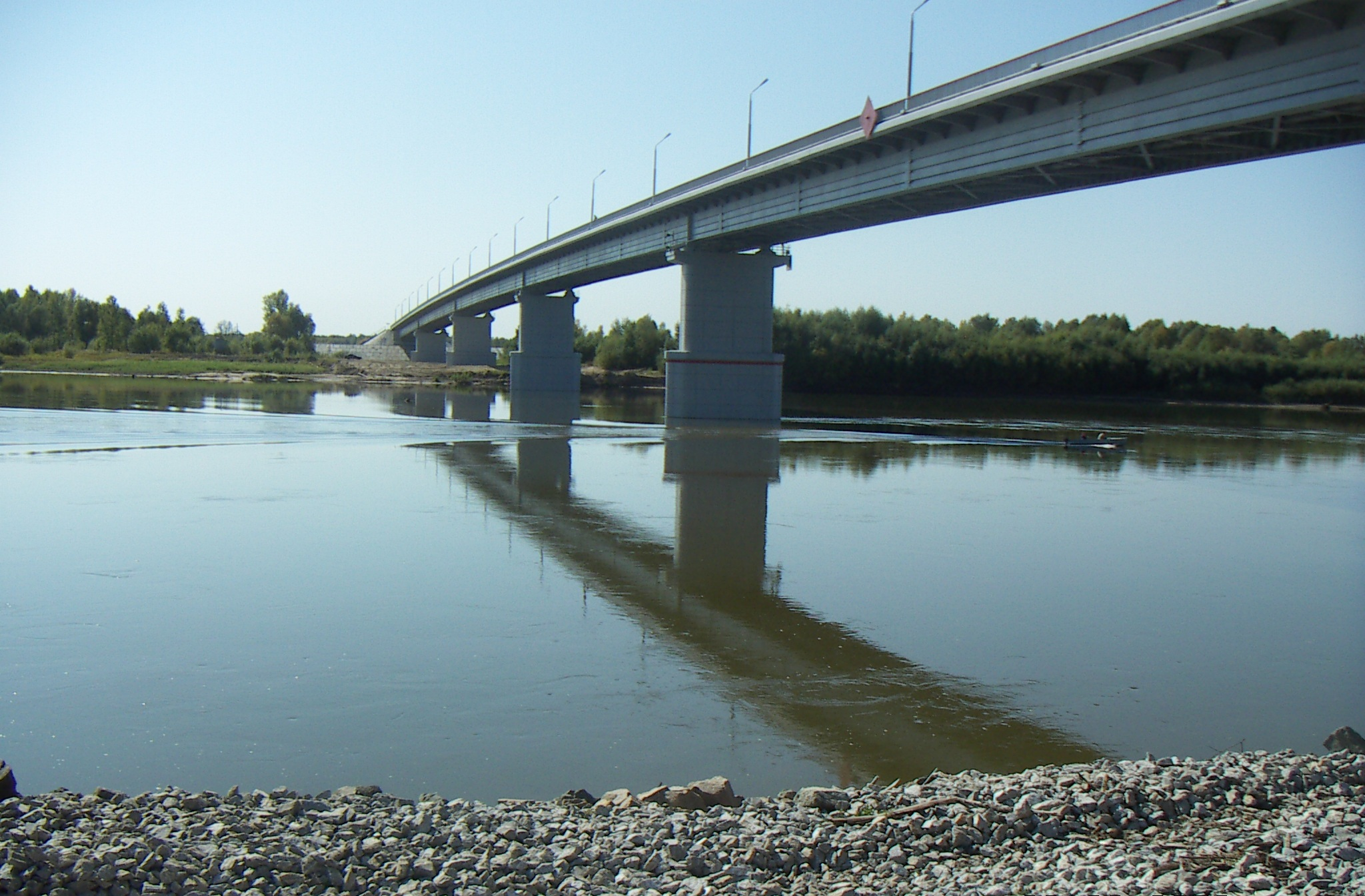
Мост на дороге Асино—Первомайское, Томская область.
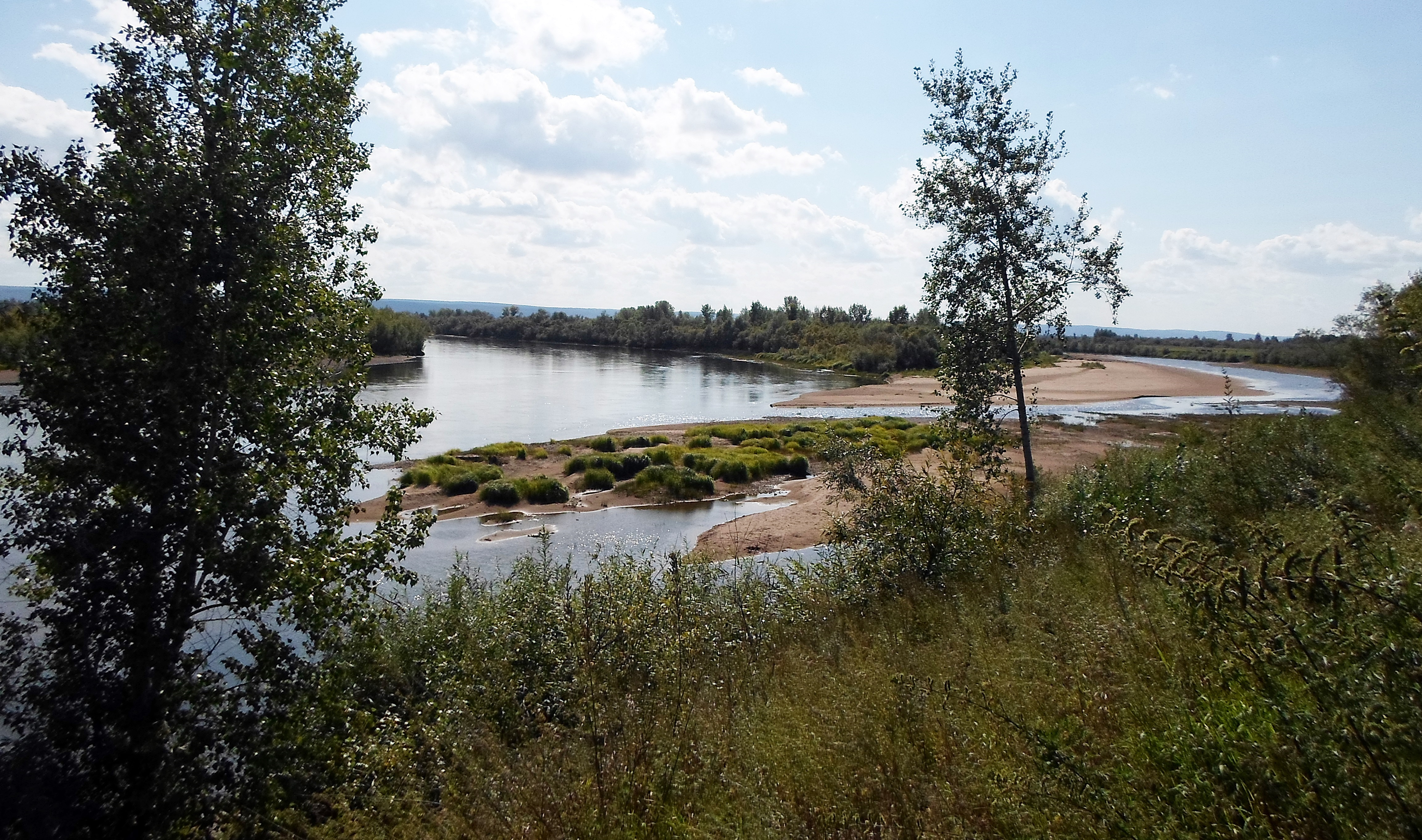
У Белого Яра, Красноярский край.